# Scorpaenodes
Genre
Scorpaenodes est un genre de poissons de la famille des scorpénidés, cousin des rascasses.

## Liste d'espèces
Selon World Register of Marine Species (25 février 2015) :
- Scorpaenodes africanus Pfaff, 1933
- Scorpaenodes albaiensis (Evermann & Seale, 1907)
- Scorpaenodes arenai Torchio, 1962
- Scorpaenodes caribbaeus Meek & Hildebrand, 1928
- Scorpaenodes corallinus Smith, 1957
- Scorpaenodes crossotus (Jordan & Starks, 1904)
- Scorpaenodes elongatus Cadenat, 1950
- Scorpaenodes englerti Eschmeyer & Allen, 1971
- Scorpaenodes evides (Jordan & Thompson, 1914)
- Scorpaenodes guamensis (Quoy & Gaimard, 1824)
- Scorpaenodes hirsutus (Smith, 1957)
- Scorpaenodes immaculatus Poss & Collette, 1990
- Scorpaenodes insularis Eschmeyer, 1971
- Scorpaenodes investigatoris Eschmeyer & Rama-Rao, 1972
- Scorpaenodes kelloggi (Jenkins, 1903)
- Scorpaenodes littoralis (Tanaka, 1917)
- Scorpaenodes minor (Smith, 1958)
- Scorpaenodes muciparus (Alcock, 1889)
- Scorpaenodes parvipinnis (Garrett, 1864)
- Scorpaenodes quadrispinosus Greenfield & Matsuura, 2002
- Scorpaenodes rubrivinctus Poss, McCosker & Baldwin, 2010
- Scorpaenodes scaber (Ramsay & Ogilby, 1886)
- Scorpaenodes smithi Eschmeyer & Rama-Rao, 1972
- Scorpaenodes steenei Allen, 1977
- Scorpaenodes steinitzi Klausewitz & Frøiland, 1970
- Scorpaenodes tredecimspinosus (Metzelaar, 1919)
- Scorpaenodes tribulosus Eschmeyer, 1969
- Scorpaenodes varipinnis Smith, 1957
- Scorpaenodes xyris (Jordan & Gilbert, 1882)

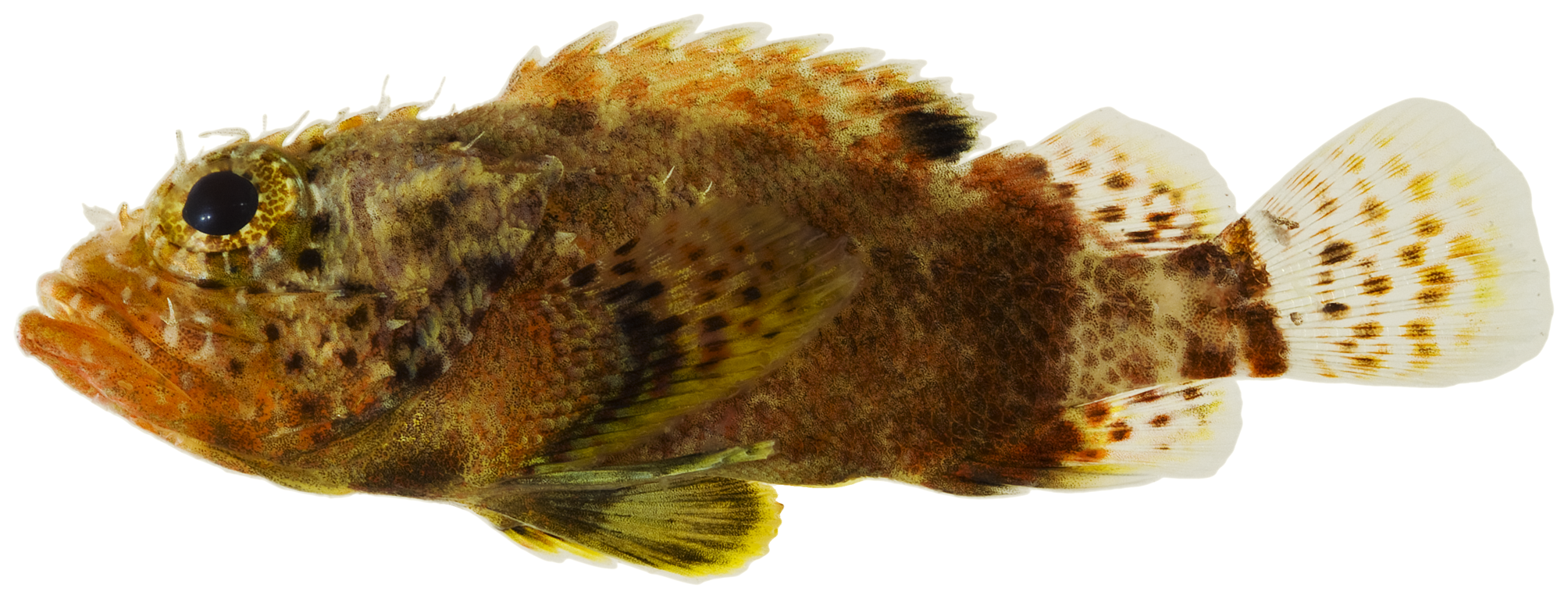
Scorpaenodes caribbaeus
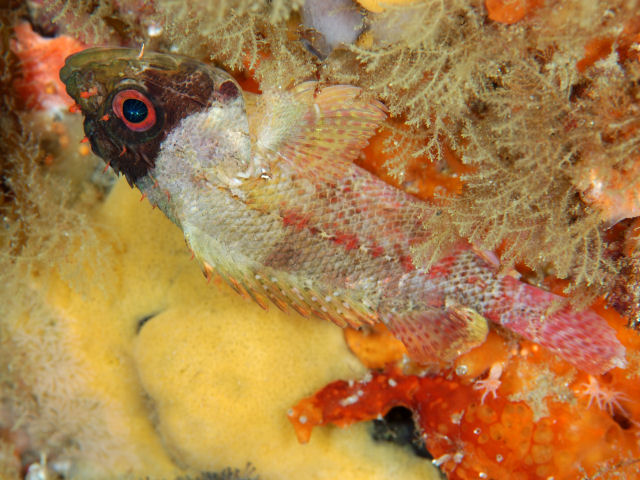
Scorpaenodes evides
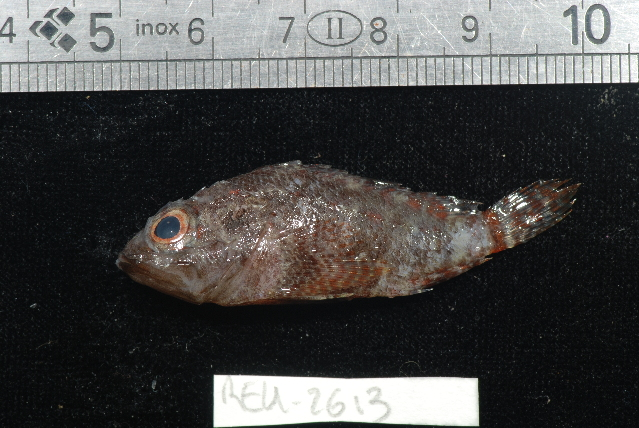
Scorpaenodes kelloggi
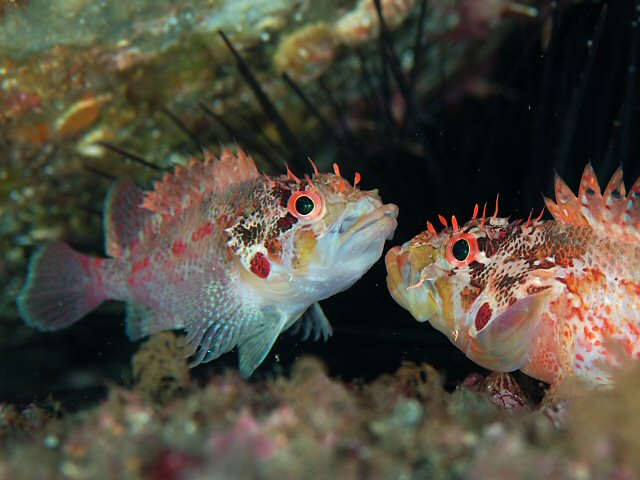
Scorpaenodes littoralis
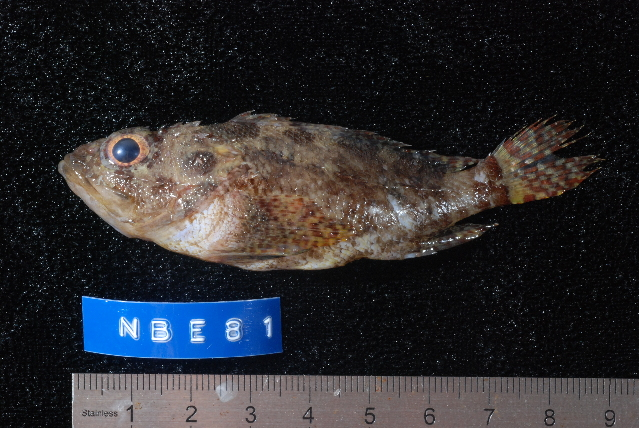
Scorpaenodes parvipinnis